# The Pepper Pots
The Pepper Pots són un grup de música gironí de soul i ska integrat per tres veus femenines i recolzat per set músics.
Han fet diverses gires internacionals al Japó o Estats Units, i a Catalunya han tocat en festivals com el Reggus de Reus, la Mota Festival de Cubelles o el Rude Cat a Salt.

## Discografia
- Swingin' Sixties (Brixton Records, 2005)
- Shake it! (Brixton Records, 2007)
- Now! (Black Pepper, 2009)
- Waiting for the Christmas Light (Black Pepper, 2009)
- Train To Your Lover (Double Back Records, 2011)
- Time And Place (Double Back Records, 2012)
- We must fight (2013)[2]